# Соколівка (Уманський район)
Соколі́вка  — село в Україні, в Жашківській міській громаді Уманського району Черкаської області. Розташоване на обох берегах річки Конела (притока Гірського Тікичу) за 25 км на південь від міста Жашків та за 4,5 км від автошляху М05. Населення становить 1 290 осіб.

## Історія

### Заснування
За переказами, село засновано сотником Соколом, який деякий час керував загоном козаків, що охороняли маєтки польського магната. Після того як сотник відмовився брати участь у каральних акціях проти кріпаків, які бунтували, над ним нависла загроза жорсткої розправи. Селяни збунтувалися, визволили Сокола з-під арешту і він очолив повстання. Повстанці палили панські маєтки, але зазнали поразки, і тоді найактивніші на чолі із сотником Соколом, не чекаючи покарань, щоб зберегти своє життя та життя своїх близьких, вирушили на північ у литовські землі. Їхали непротореними шляхами, манівцями, ярами, поки не знайшли місце, де нині сучасне село, яке через кілька років і назвали на честь свого ватажка. Перше поселення одного спекотного літа знищила пожежа і довелося перебиратися на нове місце — над великою долиною, дно якої нині покрили води Соколівського ставу. Тепер хати будували на березі річки поодаль одну від другої, щоб вже при пожежі могла згоріти лише одна-дві хати. Але, як пізніш виявилось, ці землі належали литовському магнатові. Згодом він поцікавиться хто поселився на його землі. З купчого документу, датованого 1540 роком, випливає, що троє сіл — Соколівка, Вороне, Іваньки — переходять у користування від одного землевласника до іншого. Це найранніша документальна згадка про поселення Соколове.
Село розташоване на перетині стародавніх шляхів. Через ці місця проходив прадавній шлях з Києва до Дунаю. Ним водили на Візантію свої бойові дружини київські князі. Тут перетинався соляний шлях з Києва до Карпат. Пізніше проходив шлях, що вів на лівий берег Дніпра, та Чорний шлях, яким кілька століть робили набіги на Україну орди татар і турків. Пізніше із сторони Монастирища на Умань проходив Чумацький шлях. В період визвольних війн та селянських повстань це був Уманський шлях, яким ходили із своїми полками Криштоф Косинський та Северин Наливайко.

### 18— 19 століття
Жителі села брали активну участь у народно-визвольному антифеодальному повстанні 1768 року. З архівних даних відомо, що в Соколівці у 1768 році об'єдналися повстанські загони Залізняка з козаками Уманського надвірного полку під керівництвом сотника Івана Ґонти. Звідсіль після перегрупування гайдамаки вирушили на штурм Уманської фортеці.
9 жовтня 1784 року поміщиком С.-Щ. Потоцьким на честь біблійного свята апостола Івана Богослова був закладений перший камінь у підмурок будівництва цегляної церкви. Будувалась вона замість дерев'яної, що ненароком згоріла на початку червня 1768 року, під час пограбування й пожежі єврейського містечка гайдамаками Залізняка. На той час містечко та село злились в одне ціле і вогонь легко перекинувся на церкву та будівлі селян.
У відомостях за 1795 рік значиться, що графові Потоцькому належало 1514 соколівських селян. До 1830 року село належало графу Олександрові Потоцькому, синові Станіслава-Щенсного Потоцького, а з 1838 року стало казенним і включено до військових поселень. Містечко Юстинград, яке нині об'єднане з Соколівкою, раніше було в складі Липовецького повіту, називалось Загайпіль і належало панові Петру Підгорському. Після переведення села Соколівка у військове відомство, євреї перебралися в Загайпіль, чим примножили число жителів цього раніше невеликого села.
За даними архіву, в 1900 року село Соколівка налічувало 517 дворів, в яких проживало 2484 жителі. У селі була одна православна церква, каплиця, церковно-приходська школа, водяний млин, три кузні, хлібний магазин. В Юстинграді налічувалося 379 дворів, в яких проживало 2994 жителі. У містечку було п'ять єврейських молитовних хат, школа грамоти, аптека, десять кузень, два постоялих двори. Головне заняття жителів було землеробство.

### УНР
Село активно боролось за незалежність України. Зокрема уродженцем села є Генерал Армії УНР Гаврило Базильський.

### Радянська окупація
У квітні 1927 року в селі створено артіль «Зірниця».
Село постраждало внаслідок геноциду українського народу, проведеного окупаційним урядом СССР 1932–1933 та 1946–1947 роках.
Під час Голодомору 1932–1933 років, тільки за офіційними даними, від голоду померло 370 мешканців села.
468 мешканців села брали участь у боях радянсько-німецька війни, 175 з них загинули, 133 нагороджені орденами й медалями. На їхню честь у селі споруджено два пам'ятники загиблим радянським воїнам та обеліск Слави на могилі воїнів-односельчан.
Станом на початок 70-х років ХХ століття в селі розміщувалась центральна садиба колгоспу «Радянська Україна», за яким було закріплено 3 711,4 га сільськогосподарських угідь, в тому числі 3 394,9 га орної землі. В господарстві вирощували зернові і технічні культури, було розвинуте м'ясо-молочне тваринництво. Допоміжними галузями були — рибництво та городництво. Працювали млин, пилорама, майстерня з ремонту техніки.
Також на той час працювали середня школа, два клуби, дві бібліотеки з фондом 10 тисяч книг, радіовузол, фельдшерсько-акушерський пункт, дитячі ясла, аптека, ветеринарний пункт, поштове відділення, ощадна каса, шість магазинів, чайна-кафе.
З 1986 до 1988 року село було асфальтоване.

### Україна
1995 року в село проведено газопровід. 
Землі села обробляються і засіваються ПОП «Соколівка», селяни отримують орендну плату за використання їхніх земельних та майнових паїв.
На 1 січня 2006 року в селі налічувалось 607 дворів, в яких проживало 1207 осіб. У селі є православна церква, церква християн-баптистів, загальноосвітня школа I–III ступенів, будинок культури, медична амбулаторія, аптека, ощадбанк, млин, олійня, крупорушка, шість магазинів, два кафе-бари, ковбасний цех. У 2002 році розпочато будівництво нової церкви, відкриття якої відбулося 30 вересня 2012 року.
1 червня 2012 рішенням Соколівської сільської ради центральній площі села присвоєно ім'я генерала Армії УНР Гаврила Базильського.
29 липня 2012 року у селі Соколівка за сприяння благодійної ініціативи «Героїка», відбулось урочисте відкриття пам'ятного знаку воїнам Армії УНР роботи Олега Собченка. Пам'ятник відтворює форму ордену «Хрест Симона Петлюри» — військової нагороди Армії УНР.
Восени 2016 року по селі проведений питний водопровід із артезіанської свердловини.

## Населення

### Мова
Розподіл населення за рідною мовою за даними перепису 2001 року:
| Мова            | Кількість | Відсоток |
| --------------- | --------- | -------- |
| українська      | 1263      | 97.91%   |
| російська       | 22        | 1.70%    |
| румунська       | 2         | 0.15%    |
| білоруська      | 1         | 0.08%    |
| болгарська      | 1         | 0.08%    |
| інші/не вказали | 1         | 0.08%    |
| Усього          | 1290      | 100%     |

## Відомі люди
- Базильський Гаврило Макарович — генерал-хорунжий Армії УНР;
- Крамар Микола Федорович — журналіст;
- Левченко Василь Дмитрович — український журналіст;
- Ходаківський Володимир Володимирович (1999—2022) — старший солдат полку «Азов», учасник російсько-української війни, який загинув під час російського вторгнення в Україну.

## Галерея

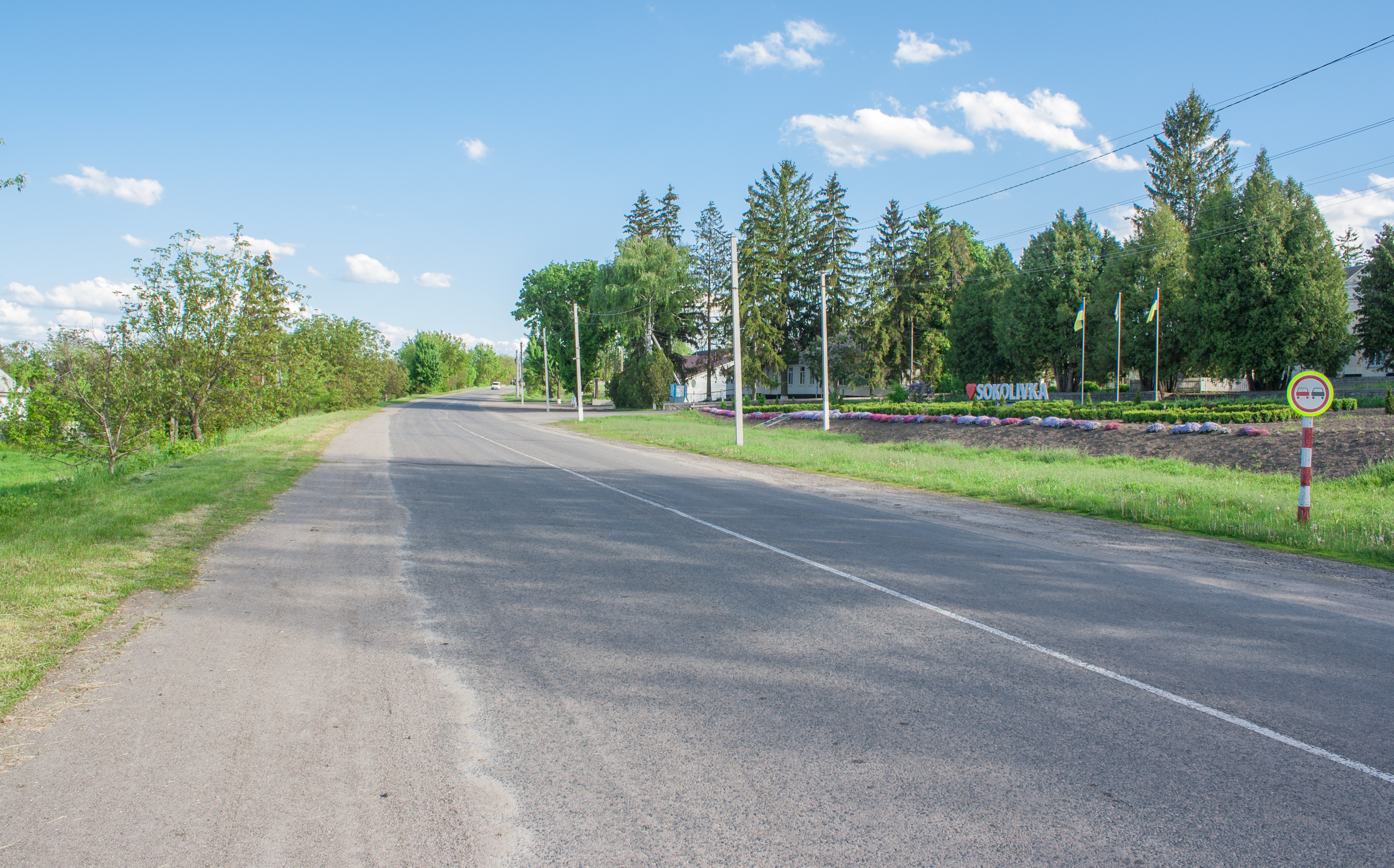
Вулиця Вишнева
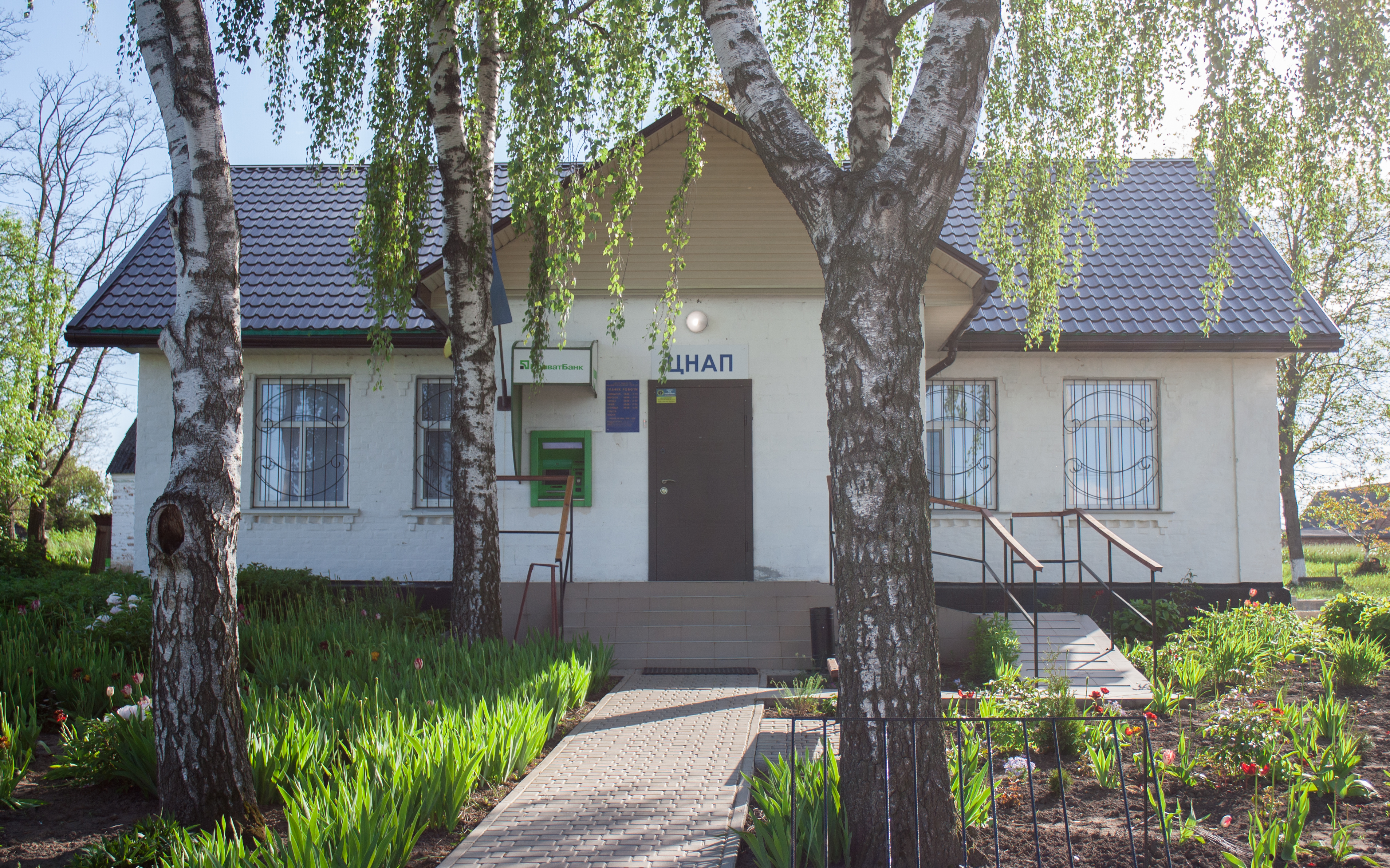
Сільрада
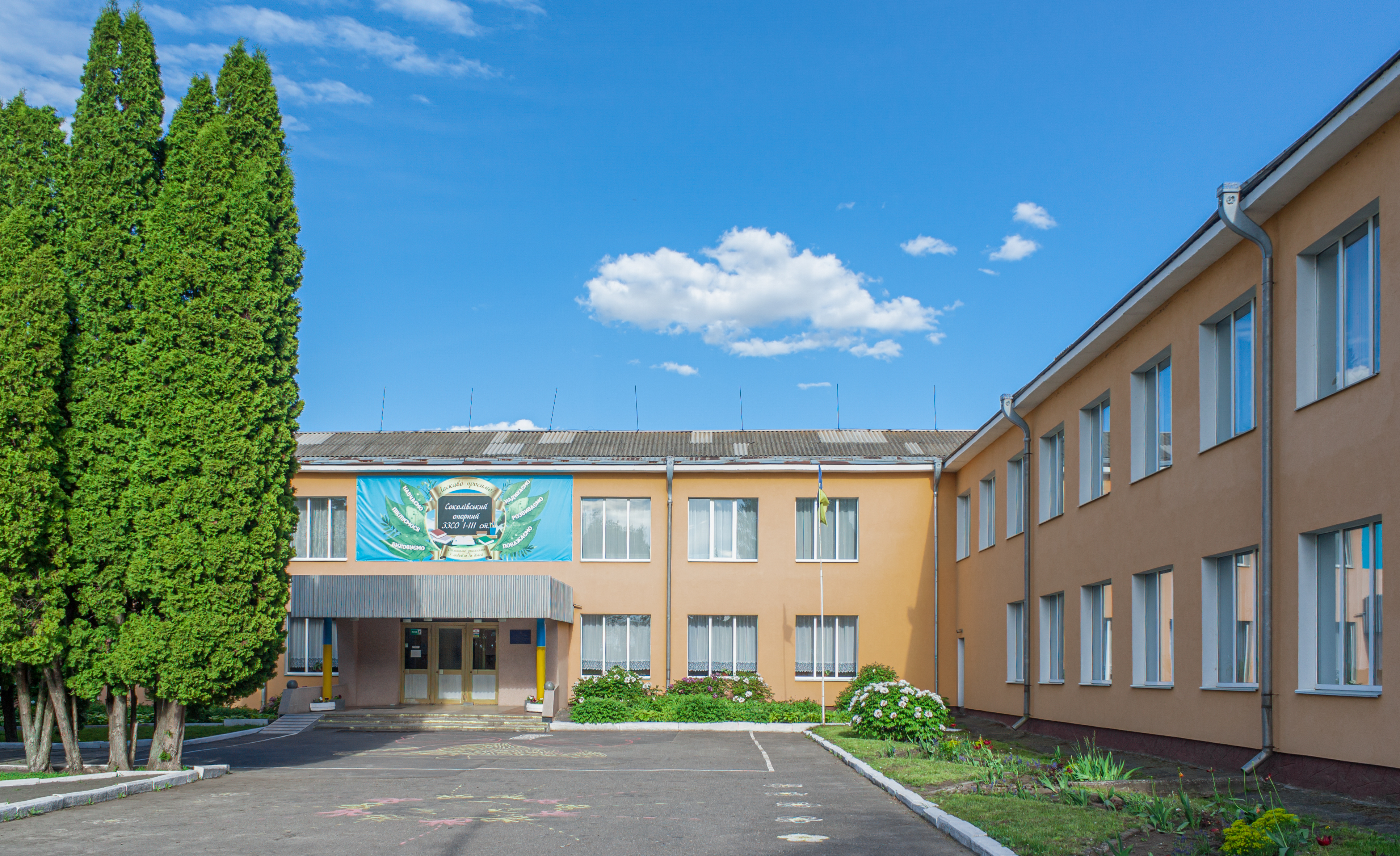
Школа
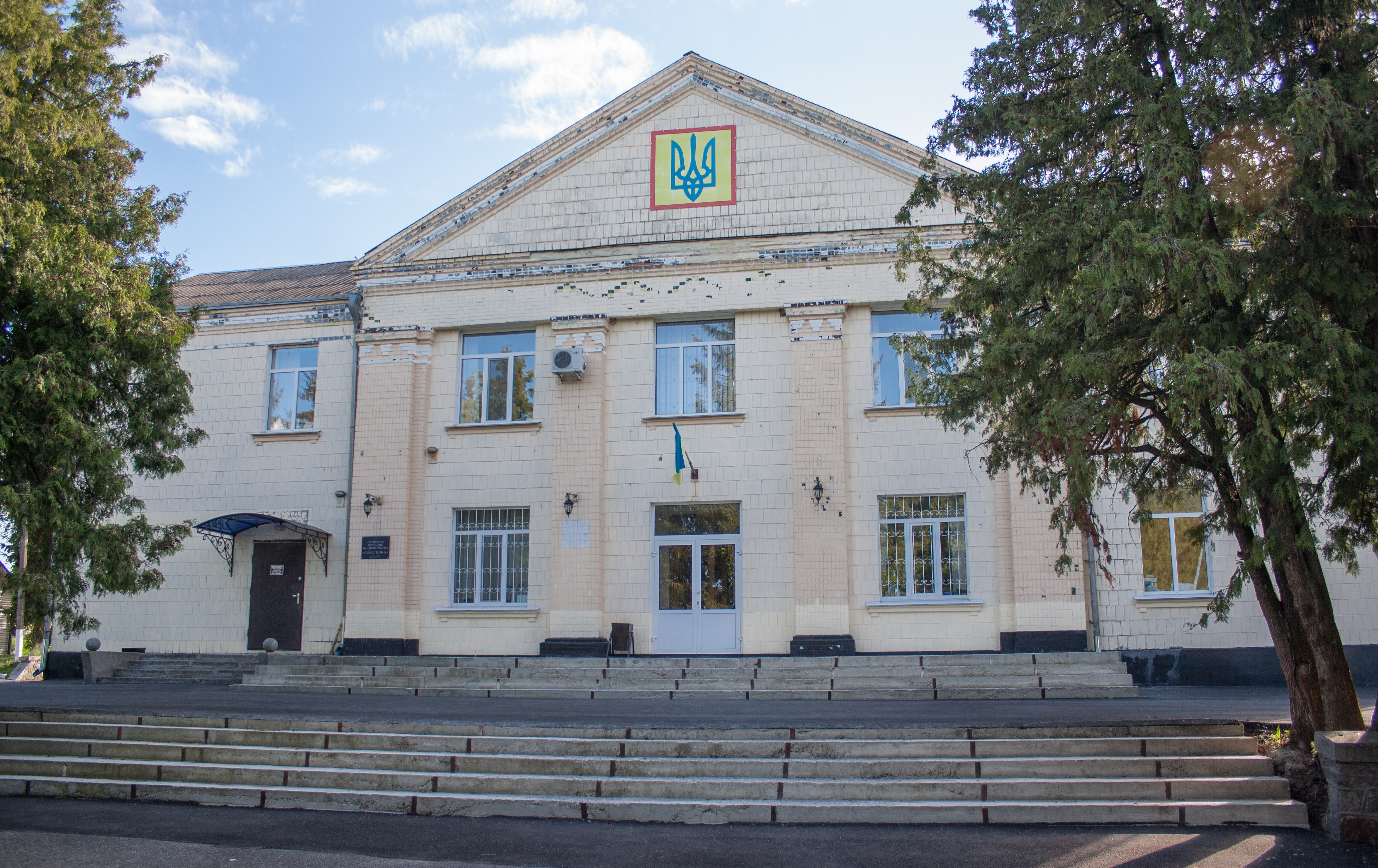
Будинок культури
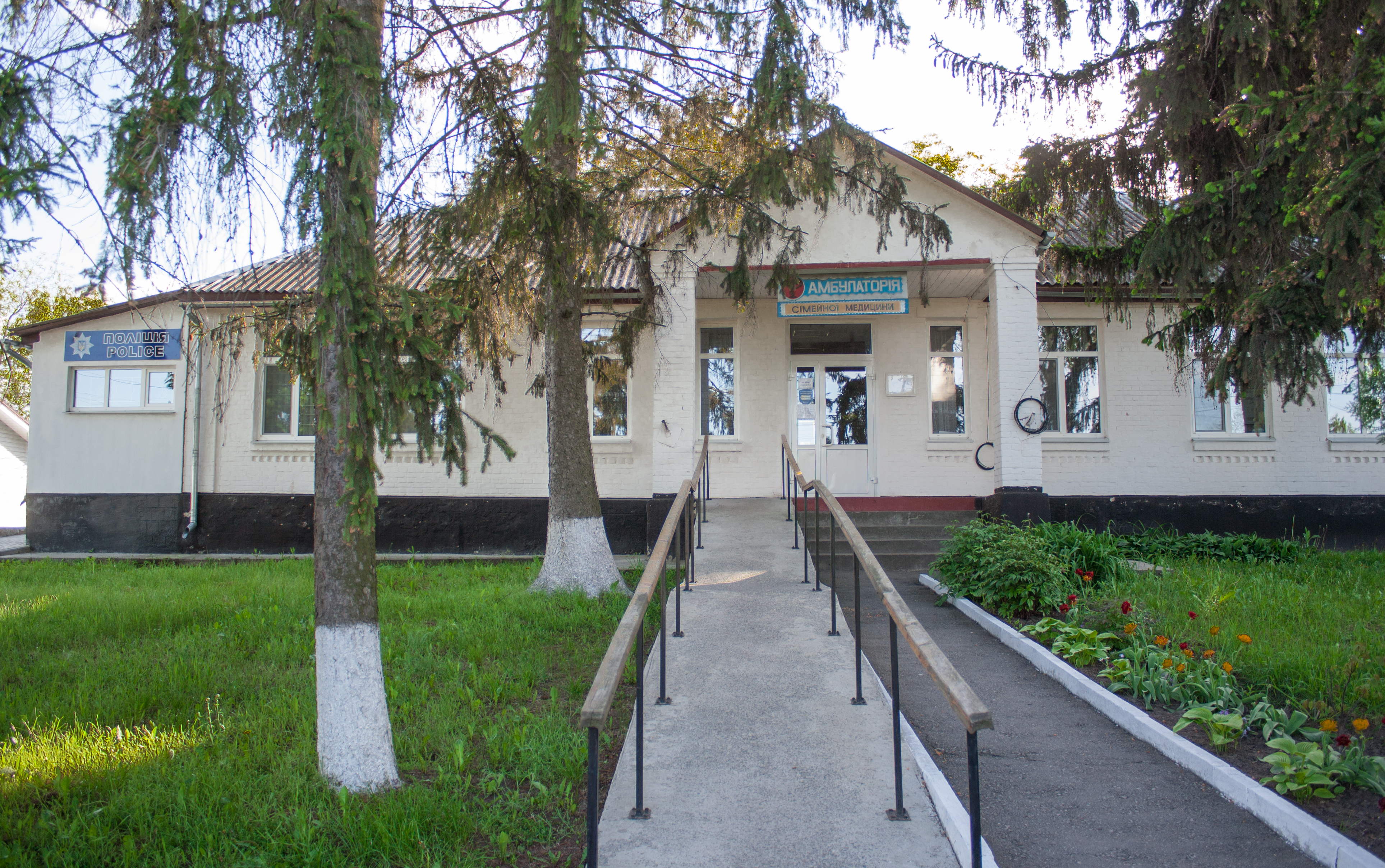
Амбулаторія
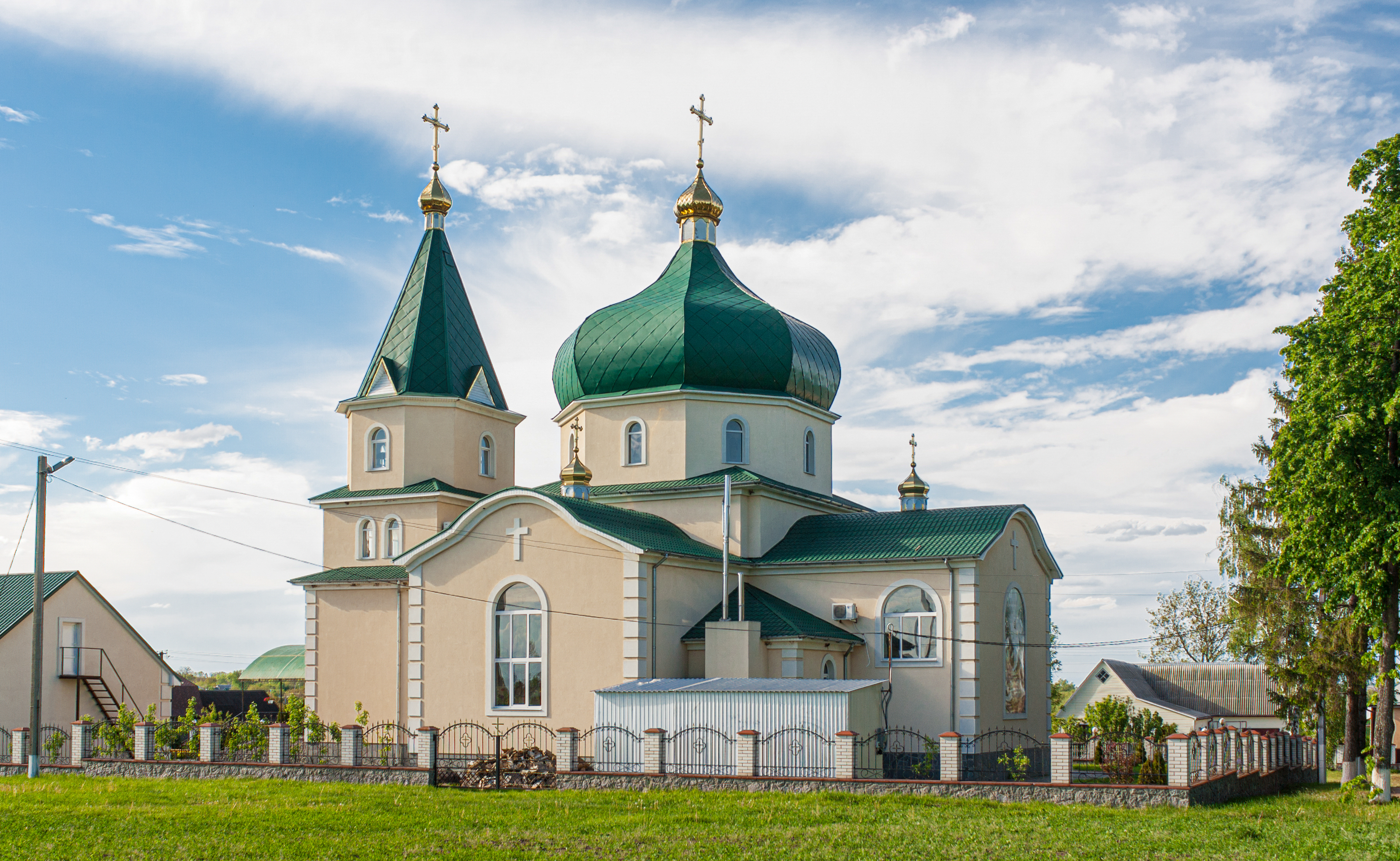
Церква
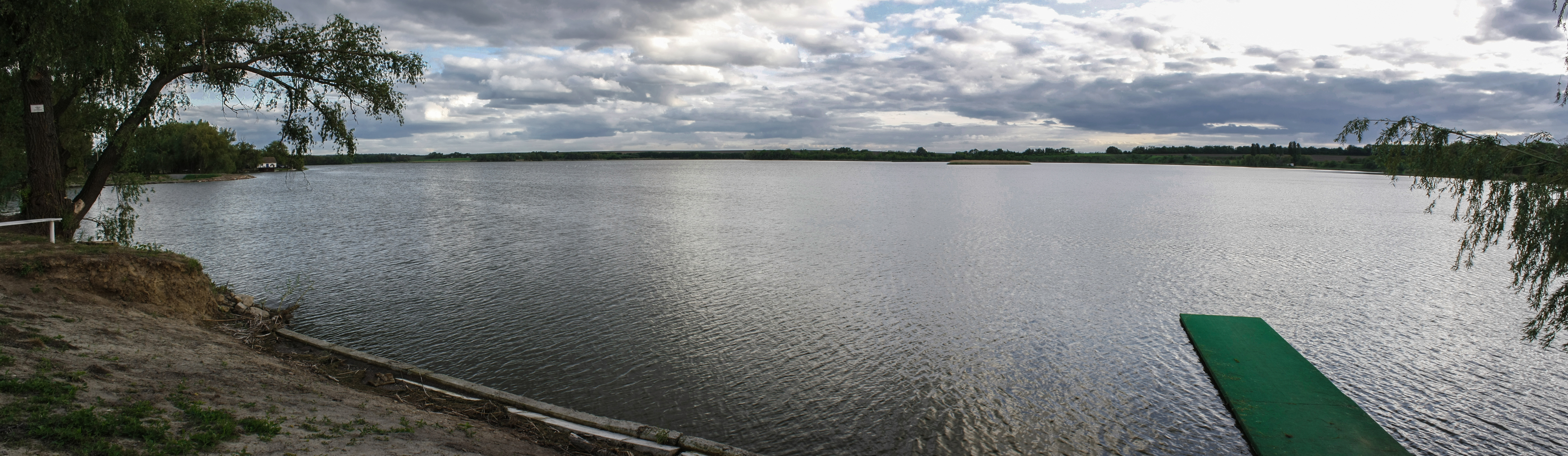
Ставок на річці Конела
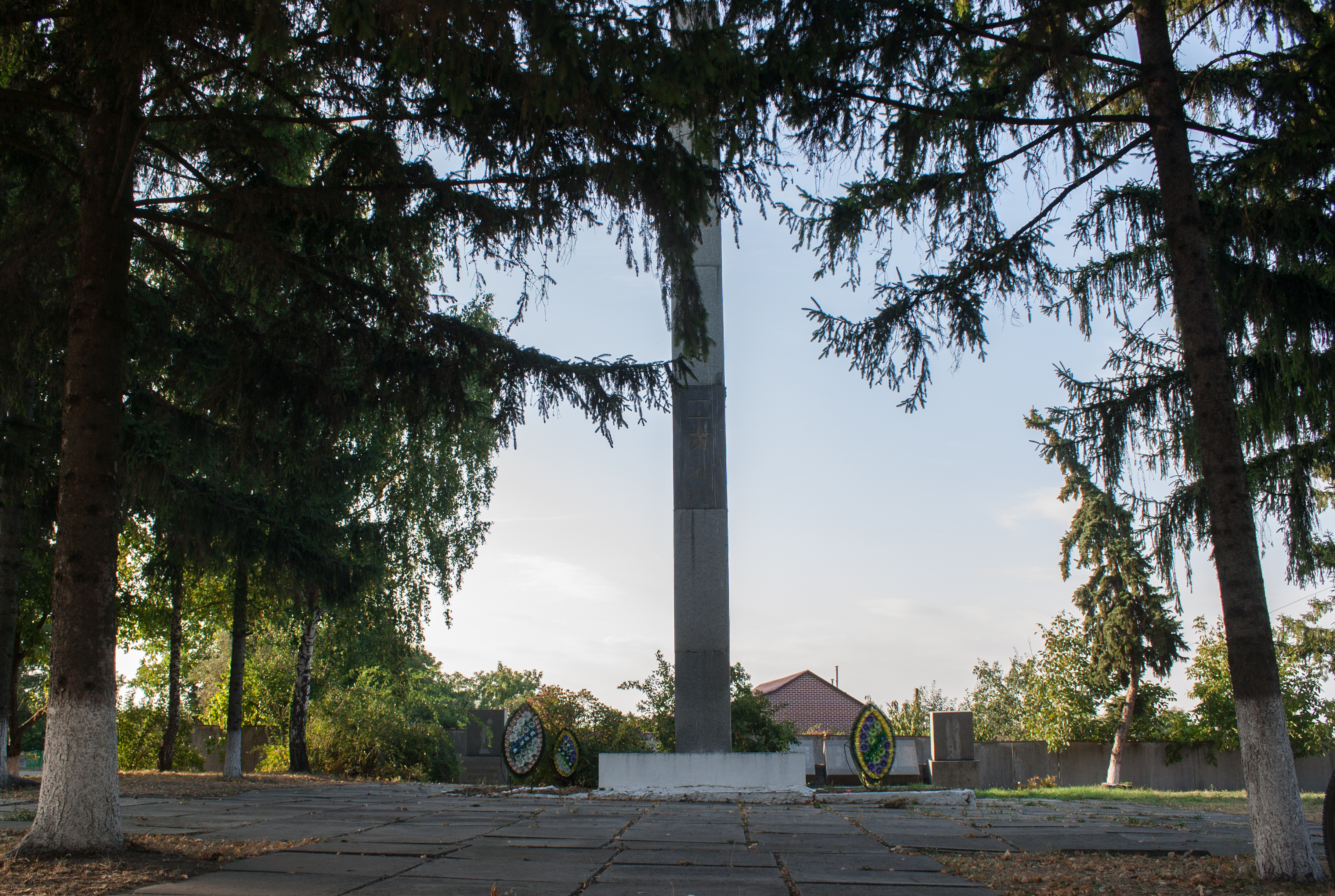
Обеліск Слави
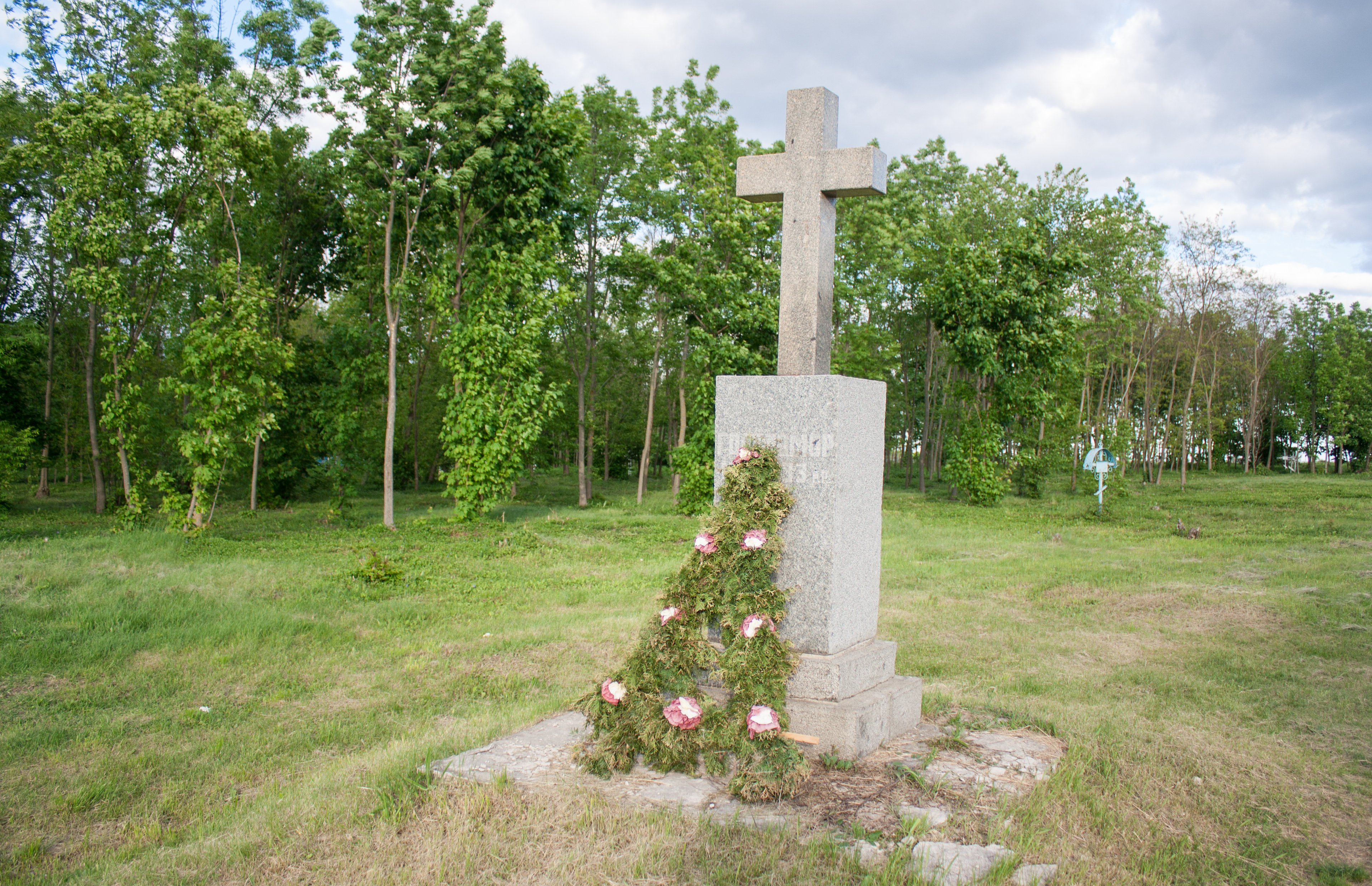
Пам'ятний знак жертвам Голодомору
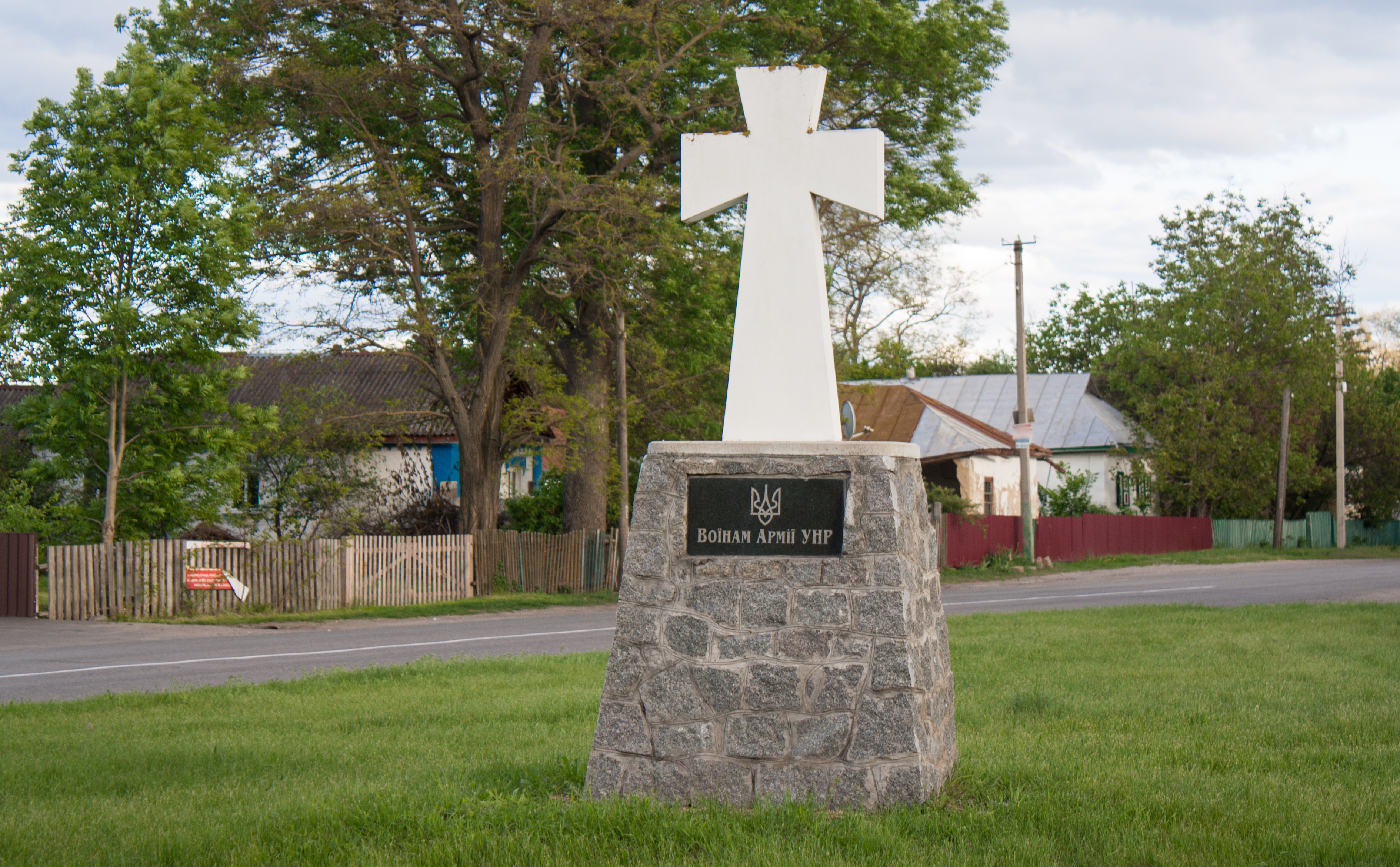
Пам'ятник воїнам армії УНР